# Victor Nussenzweig
Victor Nussenzweig (São Paulo, 20 de novembro de 1928 – 11 de agosto de 2025) foi um parasitologista brasileiro. Fez contribuições importantes para a pesquisa da malária e lecionava na Universidade de Nova Iorque.

## Formação e carreira
Victor Nussenzweig nasceu em São Paulo em 1928 e começou a estudar medicina na Universidade de São Paulo no final da década de 1940. Lá conheceu sua futura mulher e parceira de pesquisa Ruth Sonntag Nussenzweig, que havia fugido da Áustria nazista com seus pais em 1939. Juntos, sob a direção do professor Samuel Pessoa, voltaram-se para a parasitologia, inicialmente pesquisando a doença de Chagas, descobrindo que a violeta de genciana mata o patógeno Trypanosoma cruzi. Victor Nussenzweig terminou seus estudos médicos em 1953, cinco anos depois doutorou-se e depois trabalhou como professor assistente na Universidade de São Paulo. Seu trabalho em São Paulo só foi interrompido por uma estadia de pesquisa em Paris de 1958 a 1960.
Em 1963 Nussenzweig e sua mulher iniciaram outro período de pesquisa na Universidade de Nova Iorque (NYU), nos Estados Unidos. No entanto, devido ao Golpe de Estado no Brasil em 1964, o casal não retornou ao Brasil permanentemente, passando a pesquisar e ensinar em Nova York. Em 1965 ambos foram nomeados professores assistentes na NYU, e posteriormente pesquisaram tópicos diferentes pela primeira vez. Victor Nussenzweig pesquisou o sistema do complemento, mas logo se juntou às pesquisas de sua mulher sobre malária. Em 1971 tornou-se professor titular antes de se tornar Hermann M. Biggs Professor of Preventive Medicine em 1987. Ele manteve essa posição na Universidade de Nova Iorque, mesmo após sua aposentadoria.

## Trabalho científico
Victor Nussenzweig passou a maior parte de sua carreira científica pesquisando a malária, em particular desenvolvendo uma potencial vacina contra a malária. Para isso, ele e sua mulher estudaram a biologia do plasmódio, o agente causador da malária. Em 1980 a dupla descobriu uma proteína nos esporozoítos de plasmódio, a que deram o nome de Circumsporozoite Protein (CSP). Após a clonagem molecular e sequenciamento de DNA da proteína, levou a uma série de avanços na pesquisa da malária e abriu o caminho para a RTS,S, uma das primeiras vacinas. A RTS,S usa a proteína descoberta pelos Nussenzweigs como antígeno na vacinação. Além disso, Nussenzweig lidava com a resposta imune humana ao plasmódio, por exemplo, o efeito de linfócitos T secretores de interferon-γ no fígado.

## Honrarias
Em 1985 Nussenzweig dividiu com sua mulher o Prêmio Carlos J. Finlay. Além disso, recebeu um doutorado honorário da Universidade do Chile em 1993. Em 1998 foi eleito para a Academia Brasileira de Ciências, bem como para a Academia de Artes e Ciências dos Estados Unidos em 2002. Em 2015 recebeu o Warren Alpert Foundation Prize junto com sua mulher.

## Vida pessoal
Com sua mulher Ruth Sonntag Nussenzweig, Victor Nussenzweig teve três filhos, todos seguindo o exemplo científico de seus pais: os médicos Michel Claudio Nussenzweig e André Nussenzweig, e a antropóloga Sonia Nussenzweig.

### Morte
Morreu aos 96 anos.